# Soul of the Ballad
| Recensione | Giudizio |
| ---------- | -------- |
| AllMusic   | [ 1 ]    |

Soul of the Ballad è un album discografico a nome di Hank Crawford & The Marty Paich Orchestra, pubblicato dalla casa discografica Atlantic Records nel 1963.

## Tracce

### LP
Lato A
1. Blueberry Hill – 3:22 (Al Lewis, Larry Stock, Vincent Rose) – Registrato il 16 febbraio 1963
2. I Left My Heart in San Francisco – 2:42 (Douglass Cross, George Cory) – Registrato il 20 febbraio 1963
3. Stormy Weather – 3:17 (Ted Koehler, Harold Arlen) – Registrato il 16 febbraio 1963
4. Sweet Slumber – 2:51 (Al J. Neiburg, Henri Woode, Lucky Millinder) – Registrato il 20 febbraio 1963
5. If I Didn't Care – 2:44 (Jack Lawrence) – Registrato il 16 febbraio 1963
6. Stardust – 3:58 (Mitchell Parish, Hoagy Carmichael) – Registrato il 16 febbraio 1963

Lato B
1. Anytime – 2:43 (Herbert Happy Lawson) – Registrato il 20 febbraio 1963
2. Whispering Grass – 2:45 (Fred Fisher, Doris Fisher) – Registrato il 16 febbraio 1963
3. Time Out for Tears – 2:58 (Abe Schiff, Irving Berman) – Registrato il 20 febbraio 1963
4. I'm Getting Sentimental Over You – 3:19 (Ned Washington, George Bassman) – Registrato il 16 febbraio 1963
5. There Goes My Heart – 3:15 (Benny Davis, Abner Silver) – Registrato il 20 febbraio 1963
6. Have a Good Time – 2:56 (Felice and Boudleaux Bryant) – Registrato il 20 febbraio 1963

## Musicisti
- Hank Crawford - sassofono alto, sassofono tenore
- Marty Paich - conduttore orchestra, arrangiamenti
- Sezione ritmica - componenti non identificati
- Sezione orchestra e strumenti ad arco - componenti non identificati

Note aggiuntive
- Nesuhi Ertegun - produttore, supervisore
- Marty Paich - arrangiamenti
- Registrazioni effettuate il 16 e 20 febbraio 1963 a Los Angeles, California
- Bill Putnam - ingegnere delle registrazioni
- Lee Friedlander - fotografia copertina album originale
- Loring Eutemey - design copertina album originale
- Nat Hentoff - note retrocopertina album originale[2]